# Uncinia nemoralis
Uncinia nemoralis là loài thực vật có hoa trong họ Cói. Loài này được K.L.Wilson miêu tả khoa học đầu tiên năm 1994.